# A Eirexa (Tioira)
A Eirexa es una aldea española situada en la parroquia de Tioira, del municipio de Maceda, en la provincia de Orense, Galicia.

## Demografía
| Gráfica de evolución demográfica de A Eirexa entre 2000 y 2022 |
|                                                                |
| Datos según el nomenclátor publicado por el INE.               |